# Uroxys terminalis
Uroxys terminalis là một loài bọ cánh cứng trong họ Bọ hung (Scarabaeidae).